# Kaloyan Dinchev
Kaloyan Dinchev –en búlgaro, Калоян Динчев– (Stara Zagora, 3 de febrero de 1980) es un deportista búlgaro que compitió en lucha grecorromana.
Ganó una medalla de bronce en el Campeonato Mundial de Lucha de 2006, en la categoría de 96 kg. Participó en dos Juegos Olímpicos de Verano, ocupando el octavo lugar en Atenas 2004 y el 14.º en Pekín 2008.

## Palmarés internacional
| Campeonato Mundial | Campeonato Mundial | Campeonato Mundial | Campeonato Mundial |
| Año                | Lugar              | Medalla            | Categoría          |
| ------------------ | ------------------ | ------------------ | ------------------ |
| 2006               | Cantón (China)     | Medalla de bronce  | 96 kg              |